# Rhamphomyia sphaerophora
Rhamphomyia sphaerophora är en tvåvingeart som beskrevs av Frey 1950. Rhamphomyia sphaerophora ingår i släktet Rhamphomyia och familjen dansflugor. Inga underarter finns listade i Catalogue of Life.